# Charkieh
Charkieh est un village du Sud-Liban, situé à 5 kilomètres de Nabatieh, dans le district de Nabatieh.
Charkieh compte environ 2 000 habitants ; il fait partie de la banlieue de Nabatieh qui compte environ 50 000 habitants en 2007.
Le village est relié à Nabatieh et à Sour par la route nationale. Beaucoup de ses habitants ont également une villa à Beyrouth. Il y a de nombreuses écoles et établissement scolaires dans ses environs et le village s'étend rapidement.